# Paris Saint-Germain Handball
Paris Saint-Germain Handball er en fransk håndboldklub fra Paris, Frankrig som spiller i LNH Division 1. Klubben spiller deres hjemmekampe i Stade Pierre de Coubertin, hvor der er plads til 4.272 tilskuere.

## Spillertruppen

### Spillertruppen 2022-23
| Målvogter - 12 Andreas Palicka - 16 Jannick Green Venstre fløj - 09 Adama Keïta - 20 Mathieu Grebille Højre fløj - 14 Ferran Solé - 19 David Balaguer Stregspiller - 21 Kamil Syprzak - 22 Luka Karabatić (c) | Venstre back - 28 Yoann Gibelin - 71 Elohim Prandi - 32 Jacob Holm Playmaker - 06 Luc Steins - 07 Sadou Ntanzi - 44 Nikola Karabatić Højre back - 10 Dainis Krištopāns - 23 Dominik Máthé |

## Tidligere spillere
- Cédric Sorhaindo
- Didier Dinart
- Gábor Császár
- Jackson Richardson
- Slavko Goluža
- Olivier Girault
- Henrik Møllgaard
- Mikkel Hansen
- Ásgeir Örn Hallgrímsson
- Sander Sagosen

## Titler
- LNH Division 1: 2012–13, 2014–15, 2015–16, 2016–17, 2017–18, 2018–19, 2019–20, 2020–21
- LNH Division 2: 1989–90, 2009–10
- Coupe de France: 2006–07, 2013–14, 2014–15, 2017–18, 2020–21
- Coupe de la Ligue: 2016–17, 2017–18, 2018–19
- Trophée des Champions: 2014, 2015, 2016, 2019